# جوني لاندرينيو
 جونز لياندرو سوزا دا سيلفا  (بالبرتغالية: Jones Leandro Souza da Silva‏) ( ولد في 29 أبريل 1984) هو لاعب كرة قدم برازيلي يلعب كمهاجم للنادي العربي في الكويت.

## روابط خارجية
- جوني لاندرينيو على موقع قاعدة بيانات كرة القدم.إي يو (الإنجليزية)
- جوني لاندرينيو على موقع Soccerway.com (الإنجليزية)